# 破産管財人
破産管財人（はさんかんざいにん）とは、破産法の破産手続において、破産財団に属する財産の管理及び処分をする権利を有する者をいう（同法第2条第12項）。法人が破産した場合、破産管財人の氏名のほか、所属する法律事務所とその所在地が登記事項とされており、大規模な破産事件においては複数の破産管財人が選任されることもある。通常は弁護士がその任に当たる。

## 選任手続
裁判所は、破産手続開始の決定と同時に、破産管財人を選任する（破産法31条1項、74条1項）。裁判所は、破産手続開始の決定をしたときは、直ちに、決定の主文等とともに、破産管財人の氏名・名称を公告および通知する（同法32条1項2号、同条3項）。旧破産法では法人である破産者の破産管財人の氏名並びに住所は登記されなかったが、現破産法では破産者の商業登記簿に登記される（同法257条2項）。実際には、破産管財人の住所として、その所属する法律事務所の所在地・名称が登記される。

### 選任資格
実務上、破産管財人には弁護士が選任される。裁判所が破産管財人を選任する基準は破産法上定められておらず、また破産管財人に就任すること自体は弁護士法同法第3条第1項の「一般の法律事務」にも該当しないため、理論的には裁判所は誰でも破産管財人に選任しうる。しかしながら、破産管財人業務を適切に行うためには、破産法を深く理解していることが必要であるのみならず、破産者の権利義務関係を正確に分析して適切に債権認否（破産法117条1項）や否認権行使（破産法160条以下）等を行う能力も必要であるため、現実的には弁護士以外の者が破産管財人業務を行うことは不可能に近い。破産管財人の選任は裁判事項であって個別の裁判所の専権に属するものであり、選任基準も各地の裁判所により異なるが、各地の弁護士会から破産管財人候補者名簿が提出され、裁判所がそれを参考に選任している地域もある。
弁護士法で弁護士法人の設立が認められたため、法人も破産管財人となることができる旨の規定が置かれた（破産法74条2項）。

## 破産管財人の権限
破産管財人は、破産者に代わって、破産財団に属する財産の管理及び処分をする権利を全て取得する（破産法78条1項）。すなわち、破産手続開始決定の時に破産者の財産であった財産や権利義務は、全て破産管財人の管理下に置かれる。
破産者について訴訟が係属する場合には、訴訟を追行するのは破産管財人となる（破産法44条2項参照）。また必要があるときは、裁判所の許可を得た上で、破産管財人代理を選任することができる（破産法第77条）。

## 報酬規定
破産管財人の報酬は特に規定されておらず、裁判所が決定し、破産財団から支払われる。2002年頃から、東京弁護士会は破産管財人の報酬の一定割合を弁護士会へ拠出させるようになった。

## 法的地位
破産管財人の法的地位については、破産財団の代表者であるという見解、破産財団について管理処分権を行使する独立の管理機構と位置づける見解などがある。
明治時代の破産管財人は、銀行頭取や商売人、代書人、公証役場の書記等であることが多かった。